# Antiga Igreja do Oriente
A Antiga Igreja do Oriente (em siríaco ܥܕܬܐ ܥܬܝܩܬܐ ܕܡܕܢܚܐ ʿĒdtā ʿAttiqtā ḏMaḏnḥā) - título completo Antiga Santa Igreja Católica e Apostólica do Oriente, é uma denominação cristã oriental, do Rito Siríaco Oriental. Ramificou-se da Igreja Assíria do Oriente em 1964, sob a liderança de Mar Thoma Darmo (falecido em 1969). É uma das várias Igrejas assírias que reivindicam continuidade com a histórica Igreja do Oriente (a antiga Sé Patriarcal de Selêucia-Ctesifonte). A Antiga Igreja do Oriente está sediada em Bagdá, Iraque.

## História
A Antiga Igreja do Oriente começou quando em 1968 alguns membros da Igreja Assíria do Oriente, então liderados por Shimun XXIII Eshai, a deixaram e consagraram seu próprio Patriarca, Thoma Darmo. Darmo se opôs fortemente ao sistema de sucessão hereditária do cargo de Patriarca da Igreja Assíria do Oriente, bem como à adoção do calendário gregoriano e "outras inovações". Darmo também se juntou a "vários outros grupos contrários a Mar Shimun".
De 1972, até sua morte em fevereiro de 2022, foi dirigida pelo Católico-Patriarca Addai II.
Em junho de 2022, Mar Jacó III Daniel foi eleito novo patriarca, no mês de agosto o patriarca eleito abdicou e em 12 de novembro de 2022 o Santo Sínodo elegeu Mar Gewargis Younan, a consagração do Patriarca eleito acontecerá em Bagdá, em junho de 2023.

## Estrutura
Além da Sé Patriarcal em Bagdá, a Antiga Igreja do Oriente tem Sés Metropolitanas em Kirkuk e Mosul, no norte do Iraque e na Síria. A arquidiocese da América do Norte (com sede no Canadá) é Sé Metropolitana para duas Dioceses nos Estados Unidos (Chicago e Califórnia), uma na Europa e outra na Austrália e Nova Zelândia.
Seus fiéis estão entre 50.000 e 70.000.

### Santo Sínodo
- Jacó Daniel, Metropolita da Arquidiocese da Austrália e Nova Zelândia (sede em Sydney, Austrália);
- Zaia Khoshaba, Metropolita da Arquidiocese do Canadá e dos Estados Unidos;
- Gewargis Younan, Bispo da Diocese de Chicago Illinois e Secretário do Santo Sínodo (sede em Chicago, EUA);
- Petros Ashor Tamras,[22] Bispo da Diocese do Oeste dos Estados Unidos (sede em Modesto, Califórnia, EUA)
- Shimun Daniel Alkhouri,[23] Bispo do Iraque.

## Católicos-Patriarcas

### Antes de 1964
Mais informações: Lista de Patriarcas da Igreja do Oriente

### Desde 1968
- Thomas Darmo (1968-1969)
- Addai II Giwargis (1972-2022)
- Jacó III Daniel (2022)[12]
- Gewargis III Younan (2022-)[16]